# Выборы губернатора Иркутской области (2020)
Досрочные выборы губернатора состоялись в Иркутской области 13 сентября 2020 года в единый день голосования. Губернатор избирался сроком на 5 лет. Выборы были объявлены досрочными, так как губернатор Сергей Левченко, чьи полномочия истекали в сентябре 2020 года, досрочно сложил полномочия 12 декабря 2019 года. Однако поскольку проведение выборов допускается лишь раз в год, в ближайший единый день голосования, выборы пришлись на ранее намеченную дату.
На 1 января 2020 года в области было зарегистрировано 1 861 205 избирателей, из которых 24,5 % (456 210 избирателей) в Иркутске.

## Предшествующие события
С октября 2015 года по декабрь 2019 года губернатором Иркутской области был член КПРФ Сергей Левченко. Он был избран на выборах в сентябре 2015 года, победив во втором туре кандидата от «Единой России» действующего губернатора Сергея Ерощенко.
12 декабря 2019 года Левченко ушёл в отставку по собственному желанию. После этого президент РФ Владимир Путин назначил врио губернатора Иркутской области замглавы МЧС России, главного государственного инспектора РФ по пожарному надзору Игоря Кобзева.
20 мая 2020 года врио губернатора Иркутской области Игорь Кобзев подписал поправки в закон «О выборах Губернатора Иркутской области», вводившие порядок самовыдвижения кандидатов.

## Избирательная комиссия
Избирательная комиссия Иркутской области состоит из 14 членов, была сформирована в июне 2018 года на 5 лет. Председатель избирательной комиссии — Илья Дмитриев (с 7 июня 2018 года).

## Ключевые даты
10 июня 2020 года Законодательное собрание Иркутской области назначило выборы на 13 сентября 2020 года — единый день голосования (за 100—90 дней до дня голосования) .  
Хотя выборы проводились ровно через 5 лет после предыдущих, выборы были названы «досрочными». На возражение депутатов фракции КПРФ председатель комитета по законодательству, государственному строительству области и местному самоуправлению Виктор Побойкин пояснил, что «досрочными они считаются по основанию их проведения — в связи с досрочной отставкой бывшего губернатора Сергея Левченко». 
- с 11 июня по 30 июня до 18:00 — период выдвижения кандидатов (20 дней, отсчёт начинается со следующего дня после назначения выборов)
  - агитационный период начинается со дня выдвижения кандидата и прекращается за одни сутки до дня голосования
- период сбора подписей муниципальных депутатов для регистрации кандидата начинается после представления в избирательную комиссию заявления кандидата о согласии баллотироваться
- с 19 июля по 29 июля (за 55—45 дней до дня голосования) — представление документов для регистрации кандидатов; к заявлениям должны прилагаться листы с подписями муниципальных депутатов и список трёх кандидатов на должность члена Совета Федерации
  - решение избирательной комиссии о регистрации кандидата — в течение 10 дней со дня подачи документов в избирком
- с 15 августа по 11 сентября — период агитации в СМИ (начинается за 28 дней до дня голосования)
- 11-12 сентября — досрочное голосование
- 12 сентября — «день тишины»
- 13 сентября — день голосования

## Требования к кандидатам
В Иркутской области кандидаты выдвигаются как политическими партиями, так и путём самовыдвижения. Избран мог быть гражданин Российской Федерации достигший возраста 30 лет. У кандидата не должно быть гражданства иностранного государства либо вида на жительство в какой-либо иной стране.
Кандидат, выдвинутый в порядке самовыдвижения, для регистрации обязан собрать в свою поддержку 0,5 % подписей от числа избирателей, то есть около 9300 подписей. Сбор подписей избирателей возможен после оплаты изготовления подписных листов.

### Муниципальный фильтр
1 июня 2012 года вступил в силу закон, вернувший прямые выборы глав субъектов Российской Федерации. Однако был введён так называемый муниципальный фильтр, для прохождения которого кандидатам требуется собрать в свою поддержку от 5 % до 10 % подписей от общего числа муниципальных депутатов и избранных на выборах глав муниципальных образований, в числе которых должно быть от 5 до 10 депутатов представительных органов муниципальных районов и городских округов и избранных на выборах глав муниципальных районов и городских округов. Муниципальным депутатам представлено право поддержать только одного кандидата.
В Иркутской области кандидаты должны собрать подписи 5 % муниципальных депутатов и глав муниципальных образований. Среди них должны быть подписи депутатов районных и городских советов и (или) глав районов и городских округов в количестве 5 % от их общего числа. Кроме того, кандидат должен получить подписи не менее чем в трёх четвертях районов и городских округов, то есть в 32 из 42.
Так, на выборах 2015 года каждый кандидат должен был собрать подписи 257 депутатов всех уровней и глав муниципальных образований, из которых 40 — депутатов райсоветов и советов городских округов и глав районов и городских округов. При этом нужно собрать подписи не менее чем в 32 районах.
10 июня 2020 года Законодательное собрание Иркутской области назначило досрочные выборы и опубликовала расчёт числа подписей. Каждый кандидат должен был собрать подписи от 252 до 264 депутатов всех уровней и избранных глав муниципальных образований, из которых от 40 до 42 — депутатов райсоветов и советов городских округов и избранных глав районов и городских округов не менее чем в 32 районах. Сбор подписей возможен со дня выдвижения кандидата (не ранее 11 июня) по 29 июля 2020 года.
|                                                              | Количество | Доля | Муниципальные образования                                                                     | Территориальные требования                   |
| ------------------------------------------------------------ | ---------- | ---- | --------------------------------------------------------------------------------------------- | -------------------------------------------- |
| Депутаты и (или) избранные главы муниципальных образований   | 252-264    | 5 %  | 10 городских округов, 32 муниципальных района, 63 городских поселения, 352 сельских поселения | —                                            |
| Депутаты и (или) избранные главы районов и городских округов | 40-42      | 5 %  | 10 городских округов, 32 муниципальных района                                                 | из 32 административных единиц второго уровня |

## Кандидаты
В апреле 2020 года экс-губернатор Сергей Левченко заявлял, что собирается принять участие в выборах 13 сентября, однако не исключал, что его не допустят к выборам. При назначении выборов в июне 2020 года они были объявлены досрочными, и таким образом Левченко мог бы в них участвовать лишь с разрешения президента Путина, поскольку законом запрещено принимать участие в досрочных выборах губернатора гражданину, который досрочно ушёл в отставку по собственному желанию с данной должности, что и стало причиной назначения этих выборов. Исключение возможно лишь при согласии на его выдвижение президента РФ. В середине июня 2020 года Левченко обратился к президенту Путину за таким разрешением. Позднее бюро Иркутского областного комитета КПРФ рекомендовало выдвинуть «запасным» кандидатом действующего депутата Государственной думы VII созыва и члена комиссии Госдумы по поддержке малого и среднего бизнеса Михаила Щапова.
29 июля избирательная комиссия Иркутской области завершила приём документов от кандидатов. Семь «самовыджинцев» из 15 заявленных кандидатов не смогли собрать необходимые подписи для регистрации. В кампании продолжили участвовать 8 кандидатов. Решение об их регистрации избирком вынесет в течение десяти дней с момента сдачи документов после проверки листов поддержки, подписей, а также указанных кандидатом сведений. 14 августа о прекращении участия в выборной кампании объявили представитель «Гражданской платформы» Григорий Вакуленко и кандидат «Родины» Максим Евдокимов.
| Кандидат           | Возраст              | Должность (на момент выдвижения) | Субъект выдвижения                                | Статус                           | Кандидаты в Совет Федерации |
| ------------------ | -------------------- | --- | ------------------------------------------------- | -------------------------------- | --------------------------- |
| Юлия Бережнова     | 42 года (21.12.1982) | заведующая отделением «Спортивный резерв» училища олимпийского резерва города Иркутска                                                       | самовыдвижение                                    | отказ в регистрации              |                             |
| Денис Букалов      | 43 года (27.02.1982) | временно неработающий | самовыдвижение                                    | отказ в регистрации              |                             |
| Григорий Вакуленко | 55 лет (20.06.1970)  | депутат думы города Иркутска | Гражданская платформа                             | зарегистрирован снялся с выборов |                             |
| Сергей Гагаркин    | 65 лет (08.02.1960)  | Президент ГСА | самовыдвижение                                    | отказ в регистрации              |                             |
| Андрей Духовников  | 47 лет (1.12.1977)   | депутат думы Ушаковского муниципального образования, помощник депутата Государственной думы Андрея Лугового                                  | ЛДПР                                              | зарегистрирован                  |                             |
| Максим Евдокимов   | 51 год (11.07.1974)  | технический директор ООО «Импортрусь» | Родина                                            | зарегистрирован снялся с выборов |                             |
| Лариса Егорова     | 59 лет (18.10.1965)  | депутат Законодательного собрания Иркутской области III созыва (2018—2023)                                                                   | Справедливая Россия                               | зарегистрирована                 |                             |
| Андрей Ибрагимов   | 43 года (31.08.1981) | временно неработающий | самовыдвижение                                    | отказ в регистрации              |                             |
| Вадим Катков       | 44 года (07.05.1981) | временно неработающий | самовыдвижение                                    | снялся с выборов                 |                             |
| Наталья Киселева   | 42 года (10.11.1982) | делопроизводитель судебных участков г. Иркутска отдела правовой и кадровой работы                                                            | самовыдвижение                                    | снялась с выборов                |                             |
| Игорь Кобзев       | 58 лет (29.10.1966)  | временно исполняющий обязанности губернатора Иркутской области                                                                               | самовыдвижение                                    | зарегистрирован                  |                             |
| Валерий Николаев   | 70 лет (02.08.1955)  | пенсионер | самовыдвижение                                    | отказ в регистрации              |                             |
| Александр Плескач  | 51 год (27.06.1974)  | домохозяин | самовыдвижение                                    | отказ в регистрации              |                             |
| Анатолий Сопов     | 38 лет (11.01.1987)  | генеральный директор ООО «Смартлидер» | самовыдвижение                                    | отказ в регистрации              |                             |
| Геннадий Щадов     | 54 года (22.06.1971) | проректор по административно-хозяйственной и производственной деятельности в ректорате Иркутского государственного технического университета | Коммунистическая партия социальной справедливости | зарегистрирован                  |                             |
| Михаил Щапов       | 49 лет (20.09.1975)  | депутат Государственной думы | Коммунистическая партия Российской Федерации      | зарегистрирован                  |                             |
| Евгений Юмашев     | 52 года (8.07.1973)  | мэр города Бодайбо | самовыдвижение                                    | отказ в регистрации              |                             |

## Социологические опросы
| Дата | Организация | Размер выборки | Игорь Кобзев          | Михаил Щапов | Геннадий Щадов | Лариса Егорова | Андрей Духовников | Испортили бюллетень | Не пошёл бы на выборы | Испортили бы бюллетень |      |    |     |
| ---- | ----------- | -------------- | --------------------- | ------------ | -------------- | -------------- | ----------------- | ------------------- | --------------------- | ---------------------- | ---- | -- | --- |
| Дата | Организация | Размер выборки | ?                     | ВЦИОМ        | ?              | 63%            | 10%               | 3%                  | 3%                    | 3%                     | 1%   | 1% | 16% |
| Дата | Организация | Размер выборки | 11 — 13 сентября 2020 | ВЦИОМ        | 66 381         | 63,6%          | 23,7%             | 3,9%                | 3,6%                  | 3,4%                   | 1,8% | —  | —   |

## Результаты
17 сентября Избирательная комиссия Иркутской области подвела окончательные результаты выборов. Губернатором избран Игорь Кобзев.
| Место                                    | Место                                    | Кандидат                                 | Партия                                   | Голосов   | %       |
| ---------------------------------------- | ---------------------------------------- | ---------------------------------------- | ---------------------------------------- | --------- | ------- |
|                                          | 1.                                       | Игорь Кобзев                             | Самовыдвижение                           | 369 759   | 60,79 % |
|                                          | 2.                                       | Михаил Щапов                             | КПРФ                                     | 155 066   | 25,50 % |
|                                          | 3.                                       | Геннадий Щадов                           | КПСС                                     | 26 345    | 4,33 %  |
|                                          | 4.                                       | Лариса Егорова                           | Справедливая Россия                      | 25 132    | 4,13 %  |
|                                          | 5.                                       | Андрей Духовников                        | ЛДПР                                     | 15 807    | 2,60 %  |
|                                          |                                          |                                          |                                          |           |         |
| Действительных бюллетеней                | Действительных бюллетеней                | Действительных бюллетеней                | Действительных бюллетеней                | 592 109   | 97,35 % |
| Недействительных бюллетеней              | Недействительных бюллетеней              | Недействительных бюллетеней              | Недействительных бюллетеней              | 16 098    | 2,65 %  |
| Всего                                    | Всего                                    | Всего                                    | Всего                                    | 608 207   | 100 %   |
|                                          |                                          |                                          |                                          |           |         |
| Число бюллетеней, выданных досрочно      | Число бюллетеней, выданных досрочно      | Число бюллетеней, выданных досрочно      | Число бюллетеней, выданных досрочно      | 296 476   | 48,72 % |
| Число бюллетеней, выданных на участке    | Число бюллетеней, выданных на участке    | Число бюллетеней, выданных на участке    | Число бюллетеней, выданных на участке    | 289 148   | 47,51 % |
| Число бюллетеней, выданных вне помещения | Число бюллетеней, выданных вне помещения | Число бюллетеней, выданных вне помещения | Число бюллетеней, выданных вне помещения | 22 961    | 3,77 %  |
|                                          |                                          |                                          |                                          |           |         |
| Явка                                     | Явка                                     | Явка                                     | Явка                                     | 608 585   | 32,63 % |
| Число избирателей                        | Число избирателей                        | Число избирателей                        | Число избирателей                        | 1 864 887 | 100 %   |